# Владисавлевич, Данило
Данило Владисавлевич (серб. Данило Владисављевић; 16 апреля 1871, Дони Милановац — 5 января 1923, Белград) — сербский архитектор рубежа XIX - XX веков. Внес большой  вклад в развитие центра Белграда.

## Биография
Данило Владисавлевич закончил начальную школу в Дони-Милановаце и Панчево, гимназию в Белграде, а затем в 1889 году отправился изучать архитектуру в Мюнхен. В Мюнхенском техническом университете Владисавлейвич поступил на факультет "строительства зданий", которое окончил в 1894 году. 
С 1895 году он начал сотрудничество с инженером Милошем Савчичем, в компании которого он работал до 1898 года, прежде чем был нанят военным министерством в качестве инженера и архитектора. В том же году он стал членом Ассоциации сербских художников. 
В 1899 году он женился на Любице Месанович (дочери известного белградского купца Кости Месановича), от которой у него было трое детей (два мальчика и девочка). 
Вместе с тремя другими архитекторами (Владимиром Петковичем, Бранко Таназевичем и Андрой Стевановичем) Владисавлевич принял участие в «Четвертой художественной выставке», организованной в Белграде в 1912 году. На выставке он представил проект военного госпиталя в Белграде с эскизом казармы и проект хирургического павильона. 
Когда началась Первая мировая война, он отправил жену и детей в Салоники. 
После Великого отступления через албанские горы в конце 1915 года он присоединился к своей семье в начале 1916 года в Салониках. 
Затем Владисавлевич отправил свою семью в Ниццу, а вместе с сербским правительством отправился на Корфу. 
В конце 1917 года он присоединился к своей семье в Ницце, где он оставался до 1918 года, когда его отправили в Париж в качестве инженера и судебно-медицинского эксперта правительства Сербии для установления ущерба, нанесенного войной. Последствия войны произвели сильное впечатление на Владисавлевича. В 1921 году он ушел из военного министерства, но продолжил свою деятельность в Ассоциации инженеров и архитекторов Королевства Югославии .
Данило Владисавлевич умер 5 января 1923 года. Похоронен в семейной гробнице в Ново-Гробле в Белграде. Несмотря на преждевременную смерть, он оставил внушительное архитектурное наследие.

## Наследие
Среди множества проектов был его семейный дом, на улице Господара Евремова 57. Типологически дом относится к угловым постройкам, почти квадратными в плане. Фасады, выполненные в стиле модерн, с кованым декором.
Он, как и многие его современники архитекторы, строил различные жилые дома для влиятельных граждан и реализовывал новаторские городские проекты в Белграде и его окрестностях, например: Комплекс военного госпиталя в Врачаре; объекты военного назначения, такие как военные казармы в Нише, Валево и Смедеревской-Паланке; и два отеля в центре Белграда — «Отель Splendid» и «Отель Union», которые, на данный момент, являются культурными и туристическими достопримечательностями. Особенно плодотворным было его сотрудничество с инженером Милошем Савчичем в создании многоэтажных торговых зданий, таких как Торгово-экспортный банк на улице Теразие 5, Сберегательный банк Врачара (бывшая Преметна) на улице Княже Михайла 26 и промышленный комплекс им. Белградская бойня. 
В 1908 году он сотрудничал с архитектором Светозаром Йовановичем при постройки здания Офицерского сообщества на улице Масарикова 2 в Белграде, которое является одним из ярких примеров  сецессиона в архитектуре Белграда.
Архитектор Владисавлевич внес важный вклад в преобразования общественных пространств в Белграде в сотрудничестве с Милошем Савчичем

## Дальнейшее чтение
- Српска породична енциклопедија / Srpska porodichna enciklopediјa (серб.). Narodna Kјniga. 2006.